# Альтомюнстерское аббатство
Альтомюнстерское аббатство (нем. Kloster Altomünster) — бывший монастырь Биргиттинского ордена, располагающийся сегодня на территории баварской общины Альтомюнстер и относящийся к архиепархии Мюнхена и Фрайзинга. По легенде монастырь на вершине холма между Ампером и Лехой был основан около 750 года Святым Альто, прибывшим с Британских островов; сегодня преимущественно известен своей церковью Святого Альта и Святой Биргитты, привлекающей туристов.